# Thomas Vinterberg

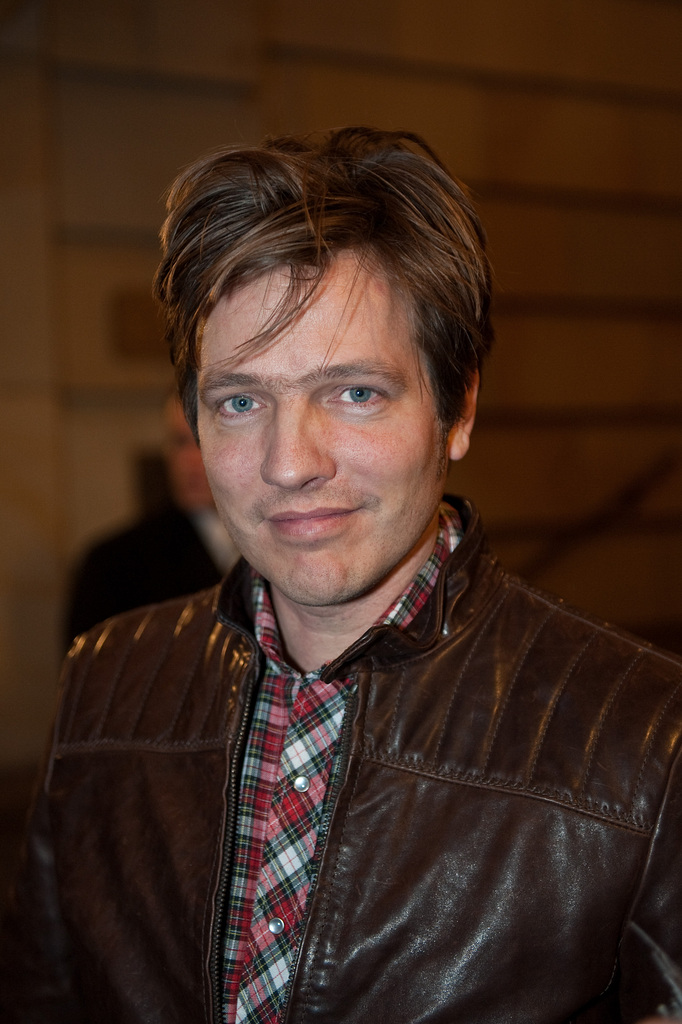
Thomas Vinterberg auf der Berlinale 2010

Thomas Vinterberg (* 19. Mai 1969 in Frederiksberg) ist ein dänischer Filmregisseur. Er wurde als Mitbegründer der Dogma-95-Bewegung bekannt.

## Leben und Werk
Vinterberg schloss 1993 als der bis dahin jüngste Absolvent die Danske Filmskole ab. Sein Abschlussfilm Sidste omgang war für den Studenten-Oscar nominiert. De Største Helte (Zwei Helden) hieß sein erster Langspielfilm, ein Road Movie, für den er drei Roberts, den Preis der Dänischen Filmakademie, erhielt. Der Film hatte Premiere  auf dem Internationalen Filmfestival Mannheim-Heidelberg.
Vinterberg schrieb das Drehbuch für den ersten Dogma-Film Festen (Das Fest) und führte auch Regie. In einem Kurzauftritt spielt er hier auch einen Taxifahrer.
Das Drehbuch wurde später auch als Theaterstück adaptiert und in Deutschland an verschiedenen Theatern aufgeführt.
Zu Silvester 2000/2001 war er einer der vier Regisseure bei dem Fernseh-Experiment D-Day. Hierbei wurde eine Geschichte in Kopenhagen gespielt, welche live und parallel von den vier Regisseuren geleitet wurde. Die vier verschiedenen Kameraaufnahmen wurden in Echtzeit auf vier verschiedenen dänischen Fernsehkanälen gesendet.
Im Jahr 2003 drehte Vinterberg die große internationale Produktion It’s All About Love. Auf der Basis eines Drehbuchs von Lars von Trier entstand 2005 das Drama Dear Wendy. Keiner der beiden Filme war ein finanzieller oder cineastischer Erfolg. Mit seinem Spielfilm Submarino, einer Literaturverfilmung des gleichnamigen Romans des dänischen Autors Jonas T. Bengtsson, die von einem drogensüchtigen Vater handelt, wurde Vinterberg zum Wettbewerb der Berlinale 2010 eingeladen. Am 20. Oktober 2010 wurde Submarino mit dem Filmpreis des Nordischen Rates ausgezeichnet. 2012 stellte Vinterberg den Spielfilm Die Jagd fertig, in dem ein geschiedener Erzieher in der dänischen Provinz fälschlicherweise des Missbrauchs an der Tochter seines Freunds bezichtigt wird. Der Film erhielt 2012 eine Einladung in den Wettbewerb der Internationalen Filmfestspiele von Cannes, gewann den Europäischen Filmpreis für das beste Drehbuch und den Robert u. a. in den Kategorien Film, Regie und Drehbuch. 2014 war Die Jagd für den Oscar als bester fremdsprachiger Film nominiert.
2020 wurde seine Sozialsatire Der Rausch mit vier Europäischen Filmpreisen ausgezeichnet. Kurz nach Beginn der Dreharbeiten war Vinterbergs Tochter Ida verstorben, die eine Rolle in dem Film hatte übernehmen sollen. Dennoch konnte Vinterberg den Film fertigstellen, der sich dann trotz der COVID-19-Pandemie zur erfolgreichsten Kinoproduktion in Dänemark entwickelte. Der Rausch gewann als dänischer Beitrag für die Oscarverleihung 2021 den Oscar in der Kategorie Bester internationaler Film und brachte Vinterberg darüber hinaus eine Nominierung für die Beste Regie ein.
Thomas Vinterberg hat auch Musikvideos für Metallica und Blur gedreht. 2010 inszenierte er sein eigenes Theaterstück Das Begräbnis/Begravelsen am Wiener Burgtheater.
Thomas Vinterberg betreibt in Kopenhagen eine nach ihm benannte Filmproduktionsfirma. Er lebt mit seiner zweiten Frau, der Schauspielerin Helene Reingaard Neumann und seinem Sohn in Kopenhagen (Stand 2012).

## Filmografie/Regie (Auswahl)
- 1993: Sidste omgang (Kurzfilm)
- 1994: Drengen der gik baglæns (Kurzfilm)
- 1996: Zwei Helden (De største helte)
- 1998: Das Fest (Festen)
- 2001: D-Day (TV mit von Trier, Levring, Kragh-Jacobsen)
- 2003: It’s All About Love
- 2005: Dear Wendy
- 2007: Ein Mann kommt nach Hause (En mand kommer hjem)
- 2010: Submarino
- 2012: Die Jagd (Jagten)
- 2015: Am grünen Rand der Welt (Far From the Madding Crowd)
- 2016: Die Kommune (Kollektivet)
- 2018: Kursk
- 2020: Der Rausch (Druk)
- 2024: Families Like Ours – Nur mit Euch (Fernsehserie, 7 Folgen)

## Theaterarbeiten/Regie
- 2007: Das Fest, Theater in der Josefstadt, Wien
- 2010: Das Begräbnis[5], Burgtheater, Wien
- 2011: Die Kommune, UA: 10. September 2011, Akademietheater, Wien[6]